# إتش إم إس ساسكس
إتش إم إس ساسكس كان طرادا ثقيلا في البحرية الملكية البريطانية. صممه آر ودبليو هوثورن، ليزلي وشركاه المحدودة، في هيبورن في 1 فبراير 1927، وبدأ العمل عليه في 22 فبراير 1928 واكتمل في 19 مارس 1929.

## الخدمة

### البحر الأبيض المتوسط وأستراليا والحرب الأهلية الإسبانية
خدم الطراد ساسكس في البحر الأبيض المتوسط حتى عام 1934، عندما أرسل للعمل مع البحرية الملكية الأسترالية في حين إنضمت سفينة إتش إم أيه إس أستراليا إلى أسطول البحر الأبيض المتوسط. أنتهت جولة تبادل ساسكس في عام 1936، وبعد ذلك استأنف وجوده في البحر المتوسط حتى عام 1939. خلال هذه الجولة، دافع عن سفن شحن المحايدة على طول الساحل الإسباني الشرقي في الأيام الأخيرة من الحرب الأهلية الإسبانية، بدعم من المدمرات أتش أم أس إنترابيرد وأتش أم أس إمبالسيف. إطلقت سراح ما لا يقل عن أربع سفن شحن بريطانية اعتقلتها القوات القومية الإسبانية في عرض البحر، لكن لم تتمكن من منع أسر سفينة الشحن سترانغيت من قبل مار نيجرو قبالة بلنسية في 16 مارس 1939.   

### الحرب العالمية الثانية

#### جبهة الأطلسي
في سبتمبر 1939، عمل مع قوة إتش في جنوب المحيط الأطلسي والمحيط الهندي. في 2 ديسمبر، قام سايكس والطراد أتش أم أس ريناون باعتراض سفينة الركاب الألمانية فاتوزي. قبل أن يتم القبض على السفينة الألمانية، تم إغراقها من قبل طاقمها. بعد إغراق الأدميرال جراف سبي في ديسمبر 1939، عاد ساسكس إلى المملكة المتحدة، وخدم خلال الحملة النرويجية. دخل ليفربول للتجديد في مارس 1940 وفي مايو نُشر في دوريات البحث ومهام القوافل.  في أغسطس، اكتشف الطاقم عيبًا في ماكينة الدفع، لذلك أرسل إلى غلاسكو لإصلاح شفرات التوربين، وبينما يخضع للإصلاحات، تعرض للقصف بالقنابل في 18 سبتمبر 1940 ولم يعد إلى الخدمة حتى أغسطس 1942.
خلال هذه الإصلاحات في أحواض بناء سفن ستيفن، جُهز بمعدات رادار جديدة ومعدات مكافحة الحرائق وعشرة مدافع 20 مم.  بعد العودة إلى سربه في سكابا لمزيد من مهام الاعتراض والتمارين، أرسل بعد ذلك لتجديد آخر في نوفمبر، هذه المرة في حوض بناء السفن في تاين.

#### المحيط الهندي
بعد أن أمض يناير 1943 مرة أخرى مع سرب كروزر الأول، انتقل ساسكس إلى مومباسا ونشر مع سرب كروزر الرابع للأسطول الشرقي في المحيط الهندي.  في طريقه اعترض وأغرق الناقلة الألمانية هوهينفريدبرغ جنوب غرب كيب فينيستر في 26 فبراير  ولكن هاجمته الغواصة الألمانية يو -264 . تجنب ساسكس الطوربيدات الأربعة التي أطلقت عليه.

#### جبهة المحيط الهادئ

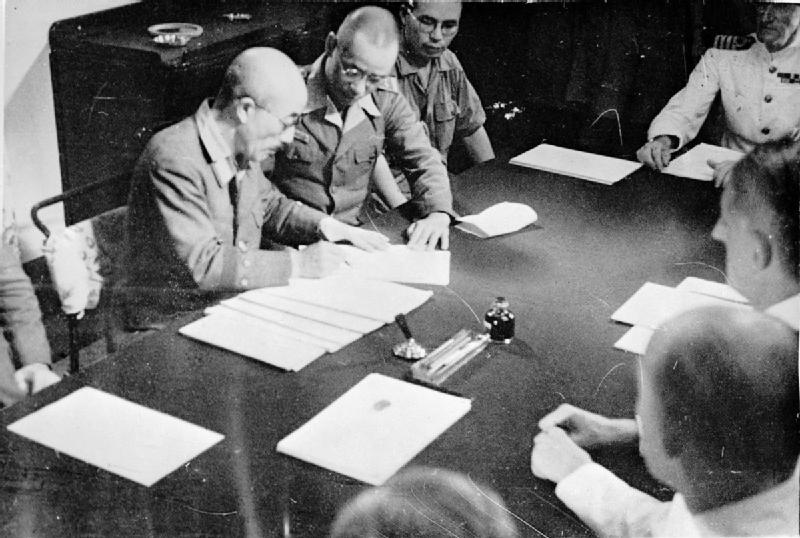
الجنرال إيتاجاكي يوقع استسلام سنغافورة على متن ساسكس

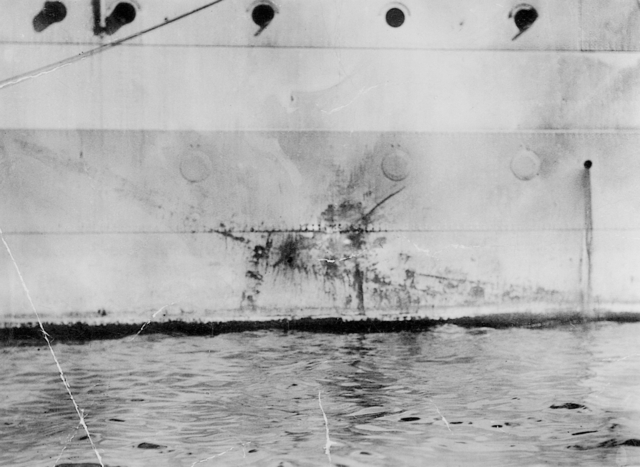
أثار طائرة كاميكازي يابانية على جانب ساسكس

قض ساسكس عام 1944 في المحيط الهادئ، وغطى العمليات في جزر الهند الشرقية الهولندية بعد توقف الأعمال العدائية. في 26 يوليو 1945، تعرض الطاقم لهجومي كاميكازي. واحدة من الهجمات تركت أثار على جانب ساسكس، والتي يمكن من خلالها التعرف على أنها ميتسوبيشي كي-51 "سونيا". في يوم الأربعاء، 5 سبتمبر 1945، في الساعة 11:30 صباحًا، دخل الطراد ساسكس ميناء سنغافورة حاملا علم الأدميرال سيدريك هولاند. وقع الجنرال سيشيرو إيتاجاكي، قائد الحامية في سنغافورة، على الاستسلام الرسمي للجيش، وبذلك أكمل الحلفاء عملية استعادة سنغافورة.

### إنهاء الخدمة
تم إنهاء خدمة إتش إم إس ساسكس في عام 1949، وسُلم إلى شركة الحديد والصلب البريطانية في 3 يناير 1950، ووصل إلى دالموير في اسكتلندا في 23 فبراير 1950 حيث تم تفكيكه.

## الحواشي
1. ↑  Cassells, The Capital Ships, p. 22
2. ↑  Royal Institute of British International affairs: Survey of International affairs. Oxford University Press, 1977. Page 386.
3. ↑  Gretton, Peter: The forgotten factor: The Naval Aspects of the Spanish civil war. Oxford University Press, 1984. Page 469.
4. ↑  Parliamentary debate, 20 March 1939 نسخة محفوظة 2018-06-12 على موقع واي باك مشين.
5. 1 2 3  Naval-history.net نسخة محفوظة 2019-12-22 على موقع واي باك مشين.
6. ↑  hohenfriedberg نسخة محفوظة 2017-07-07 على موقع واي باك مشين.

## روابط خارجي
- طرادات الحرب العالمية الثانية